# ふくろうの河
『ふくろうの河』（仏: La Rivière du hibou、英題: An Occurrence at Owl Creek Bridge）は、1961年のフランスの短編映画。ロベール・アンリコ監督。原作はアンブローズ・ビアスの短編小説「アウル・クリーク橋の一事件」。

## 概要
ロベール・アンリコは、アメリカ合衆国の作家、アンブローズ・ビアスの、南北戦争下の兵士と市民を描いた短編小説集『生のさなかにも』から3つの短編を選んでそれぞれ短編映画とした。3番目の『ふくろうの河』は「アウル・クリーク橋の一事件」を映画化したものである。
1961年12月に公開され、1962年5月の第15回カンヌ国際映画祭でパルム・ドール（短編）を受賞した。
1963年4月1日から10日にかけて、第3回フランス映画祭が東京都千代田区の東商ホールで開催された。上映作品はジャン＝ガブリエル・アルビコッコの『金色の眼の女』と『アメリカのねずみ』、『突然炎のごとく』『ミス・アメリカ パリを駆ける』『シベールの日曜日』『女はコワイです』『不滅の女』『地下室のメロディー』『地獄の決死隊』の計9本の長編と『ふくろうの河』。『ふくろうの河』は4月1日に上映された。そして同年9月28日に日本で一般公開された。
1964年2月28日、アメリカのテレビドラマシリーズ『トワイライト・ゾーン』の第5シーズンで142話「アウル・クリーク橋の一事件」として放送された。
同年4月開催の第36回アカデミー賞で短編実写映画賞を受賞した。

## ストーリー
南北戦争中のアラバマ州のアウル・クリーク鉄橋で、農場主ペイトン・ファーカーが、アメリカ連合国（南軍）に味方して鉄橋を破壊しようとしたスパイ容疑で絞首刑にされようとしていた。彼は残してきた農場や妻子のことを思いながら、もう一度家に戻れたらと思いを巡らせる。絞首刑が執行されたが、首を吊るす縄が途中で切れたためファーカーは川に落ち、そのまま逃げ出した。銃弾をかいくぐって川を泳ぎ、野山を走り、かろうじて逃げおおせたファーカーは、死に直面する前には思いもしなかったほど樹にも草にも鮮烈な印象を受ける。森の道をたどったファーカーはやがて一軒の家にたどり着く。そこは妻と子供が暮らす自分の家であった。
ファーカーが我が家に駆け寄り、妻を抱きしめようとした瞬間、強い衝撃と共にファーカーの体がアウル・クリーク鉄橋からぶら下がった。すべては処刑の瞬間に彼の強い願望が見せた幻覚だったのだ。

## キャスト
- ロジェ・ジャッケ（フランス語版）
- アン・コネリー

## スタッフ
- 監督：ロベール・アンリコ
- 原作：アンブローズ・ビアス
- 脚本：ロベール・アンリコ
- 撮影：ジャン・ボフェティ（英語版）
- 音楽：アンリ・ラノエ（フランス語版）

## 賞歴
- 第15回カンヌ国際映画祭
  - パルム・ドール（短編）
- 第36回アカデミー賞
  - 短編実写賞

## DVD
2006年4月28日、3,000本限定で発売された。のちに「キネマ旬報推薦 ヨーロッパ名画 DVDコレクションBOX」に収録され発売されている。